# Estatic Fear
Estatic Fear — австрийская дум-металическая группа, сочетающая в своём творчестве элементы дума, готик-метала, блэка и симфонического метала. Estatic Fear выпустили два альбома, на втором альбоме группа, по сути, представляла собой сольный проект Маттиаса Коглера.

## История
Группа Estatic Fear образована в 1994 году в Австрии. Двое участников из первого состава — Beowulf и Stauff — покинули группу после записи первого альбома, и их настоящие имена неизвестны. Два других участника — это ударник Маркус Пойнтнер и лидер группы Маттиас Коглер, взявший себе псевдоним Calix Miseriae.
В 1995 году группа приняла участие в часовой компиляции «Exit» совместно с несколькими малоизвестными австрийскими группами. К 1996 году у Estatic Fear появляется контракт с компанией CCP Records, и в том же году на CCP выходит диск Somnium Obmutum, представляющий собой смешение дум-метала и классической музыки. На диске было четыре трека, два из которых длились 18 и 32 минуты соответственно. В числе инструментов были использованы лютня, флейта, фортепиано и виолончель.
После трёхлетнего перерыва в 1999 году тоже на CCP вышел второй альбом Estatic Fear A Sombre Dance. К этому времени из-за творческих разногласий покинули группу все музыканты, кроме Маттиаса Коглера, который и стал единоличным автором музыки и текстов. На A Sombre Dance звучание изменилось в сторону имитации средневековой музыки, хотя металическая составляющая сохранилась. В записи участвовал целый ряд приглашённых музыкантов и вокалистов, в том числе отец Маттиаса — Клаус Коглер, игравший на лютне.

## Состав

### Последний состав
- Маттиас 'Calix Miseriea' Коглер (нем. Matthias Kogler) — гитара, пианино
- Милан 'Astaroth Magus' Пежак (нем. Milan Pejak) — ударные
- Маркус Мизбауэр (нем. Markus Miesbauer) — бас-гитара, вокал
- Юрген 'Jay' Лалик (нем. Jürgen Lalik) — вокал
- Томас Хиртенкауф (нем. Thomas Hirtenkauf) — вокал
- Клаус Коглер (нем. Klaus Kogler) — лютня
- Бернард Ват (нем. Bernhard Vath) — виолончель
- Клаудия Шёфтнер (нем. Claudia Schöftner) — вокал
- Франц Хагенедер (нем. Franz Hageneder) — флейта

### Бывшие участники
- Маркус Пойнтнер (нем. Markus Pointner) — ударные
- Beowulf — вокал, бас-гитара
- Штауфф (нем. Stauff) — гитара
- Марион (нем. Marion) — вокал

### Приглашённые музыканты
- Петра Хольцль (нем. Petra Holzl) — флейта

## Дискография
- Somnium Obmutum (1996)
- A Sombre Dance (1999)
- Schattenkrieger (2002) — альбом австрийской группы Hrossharsgrani, записанный совместно с Estatic Fear